# 19 Kislev
La data ebraica 19 Kislev (in ebraico י"ט כסלו‎?) si riferisce al 19º giorno del mese ebraico di Kislev.

## Festival della liberazione di Rabbi Shneur Zalman

### Storia
Questa data ha un significato importante per il movimento chassidico. Rabbi Shneur Zalman di Liadi (in ebraico שניאור זלמן מליאדי‎?), primo Rebbe di Chabad (noto anche come "Alter Rebbe" in Yiddish) fu denunciato ingiustamente da un certo Avigdor e arrestato con accuse menzognere di aver sostenuto l'Impero ottomano. I suoi accusatori evidenziarono il fatto che avesse esortato i suoi seguaci ad inviare denaro alla Terra di Israele, come "prova" delle sue presunte aspirazioni insurrezionali (in realtà il denaro era stato inviato per sostenere gli ebrei poveri e indigenti). In quel periodo la Terra di Israele faceva parte dell'Impero Ottomano, che era in guerra con la Russia. Rabbi Shneur Zalman fu imputato di tradimento e imprigionato ma successivamente rilasciato nell'anno secolare 1798, nella data ebraica di Martedì 19 Kislev. I 53 giorni di prigionia di Rabbi Shneur Zalman si dice corrispondano ai 53 capitoli della prima sezione del Tanya.